# Diphyus provancheri
Diphyus provancheri är en stekelart som först beskrevs av Joseph Augustine Cushman 1925.  Diphyus provancheri ingår i släktet Diphyus och familjen brokparasitsteklar. Utöver nominatformen finns också underarten D. p. flavidior.